# Pólvora Shimose

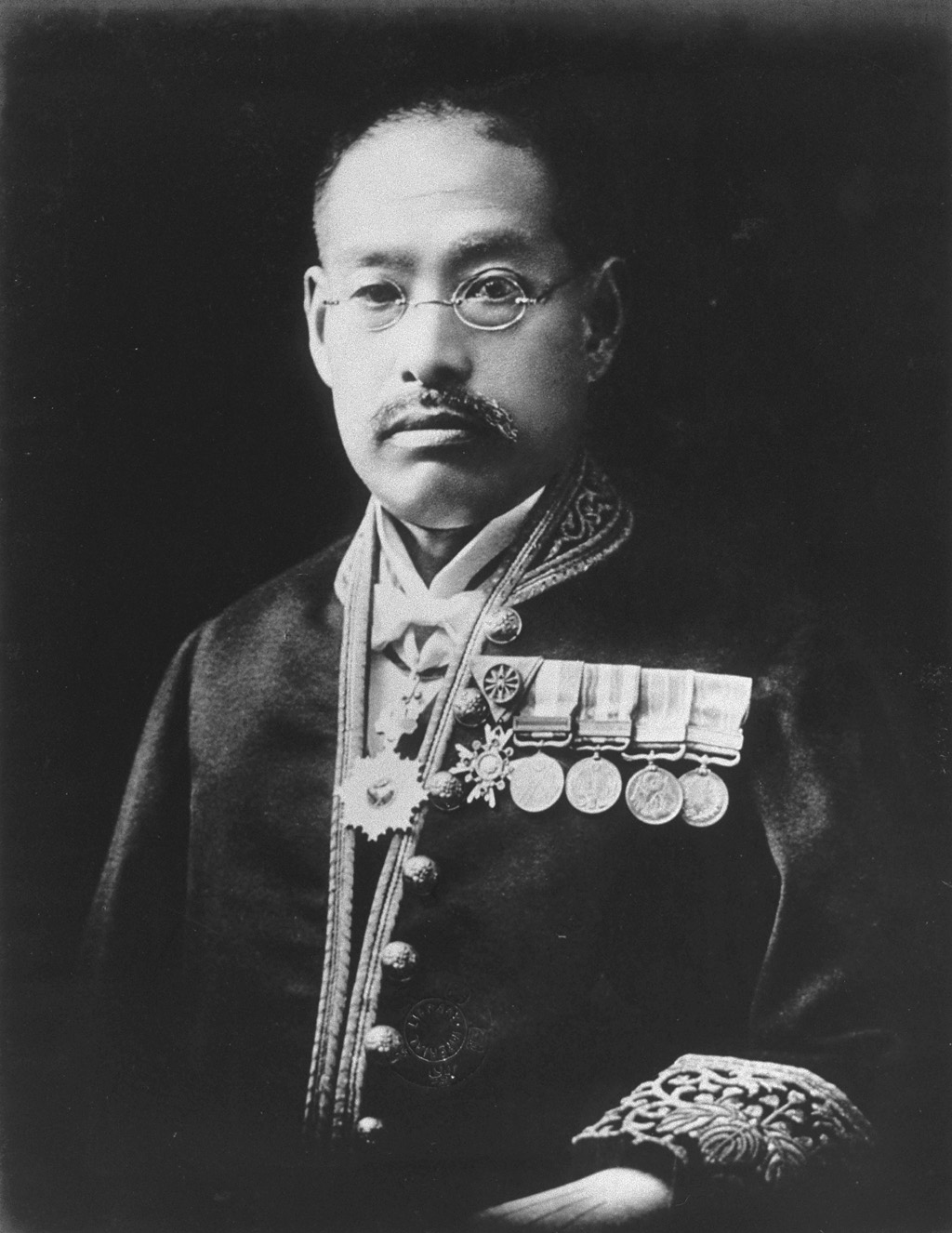
Shimose Masachika

La pólvora Shimose (下瀬火薬 Shimose kayaku?) era un explosivo desarrollado por el ingeniero naval japonés Shimose Masachika (1860-1911) y empleado para cargar obuses.

## Historia y desarrollo
Shimose nació en la Prefectura de Hiroshima y se graduó en la Universidad Imperial de Tokio, siendo uno de los primeros japoneses en obtener un doctorado en ingeniería. En 1887, la Armada Imperial Japonesa lo contrató como ingeniero químico y desde 1899 encabezó una unidad de investigación cuya tarea era desarrollar un explosivo más potente para los obuses disparados por las piezas de artillería naval.
Shimose desarrolló un nuevo explosivo a partir del ácido pícrico, que ya era empleado por Francia en forma de melinita y por Inglaterra en forma de lyddita. El ácido pícrico tiene un problema de inestabilidad cuando entra en contacto con hierro u otros metales pesados, por lo cual los franceses lo mezclaron con colodión y los británicos con dinitrobenceno y vaselina para crear compuestos estables en el interior de los obuses. Por otra parte, Shimose pintó el interior del obús con laca japonesa sin pigmentar y lo cubrió con cera para prevenir que su explosivo entre en contacto con el metal. Como no estaba diluido, el explosivo generaba más calor y velocidad de detonación que cualquier otro explosivo de alto poder disponible en aquel entonces. La Armada Imperial Japonesa adoptó la pólvora Shimose en 1893, con su fórmula tratada como alto secreto, no solamente como carga explosiva de munición de artillería naval sino también para minas marinas, cargas de profundidad y ojivas de torpedos. Este explosivo tuvo un importante papel en la victoria japonesa de la Guerra Ruso-Japonesa.